# Puntillismo

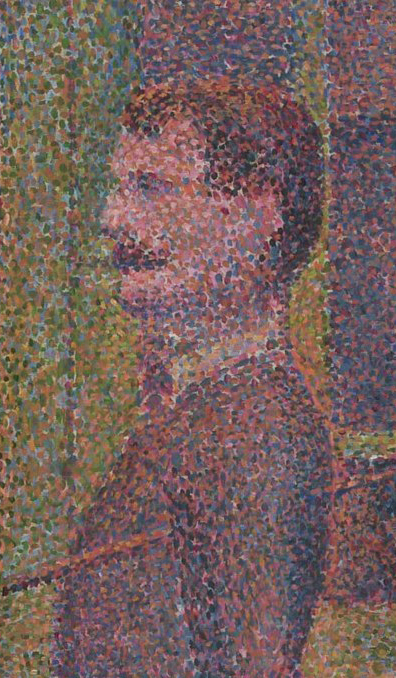
Detalle de La Parade (1889), obra puntillista de Georges Pierre Seurat.

El puntillismo es una técnica artística que consiste en hacer una obra mediante el uso de diminutos puntos. Apareció por primera vez en 1884, en Francia encabezada por el pintor neoimpresionista Georges Seurat, al que le siguieron artistas como  Henri-Edmond Cross y Vlaho Bukovac. En Italia los puntillistas adoptaron el segundo nombre de "división".
Es una técnica pictórica que consiste en representar la vibración luminosa mediante la aplicación de puntos, que al ser vistos desde una cierta distancia componen figuras y paisajes bien definidos. Este fue el resultado de los estudios cromáticos llevados a cabo por Georges Seurat (1859-1891), pintor francés, quien en 1884 llegó a la división de tonos por la posición de toques de color que, mirados a cierta distancia, crean en la retina las combinaciones deseadas. Otro de los más importantes artistas puntillistas fue Paul Signac, participante junto con Seurat y otros neoimpresionistas en la Société des Artistes Indépendants (1884), todos ellos seguidores del puntillismo o divisionismo.

## Características
Este movimiento, dentro de las coordenadas del postimpresionismo, parte también de la imagen de la naturaleza, es decir, del mismo motivo que los impresionistas, pero para ellos serán unas leyes físicas y fisiológicas muy determinadas las que caractericen la esencia de la pintura. Su material de reflexión serán, sobre todo, los escritos de Charles Blanc y, de un modo más radical los impresionistas, los tratados científicos de Chevreul, Sutter, Rood y otros. 
A pesar de que el puntillismo es considerado como la corriente continuadora del impresionismo, se aleja de este la concepción de las formas y los volúmenes, y es que en el puntillismo, las formas son concebidas dentro de una geometría de masas puras siendo sus cuadros perfectos ejemplos de orden y claridad. 

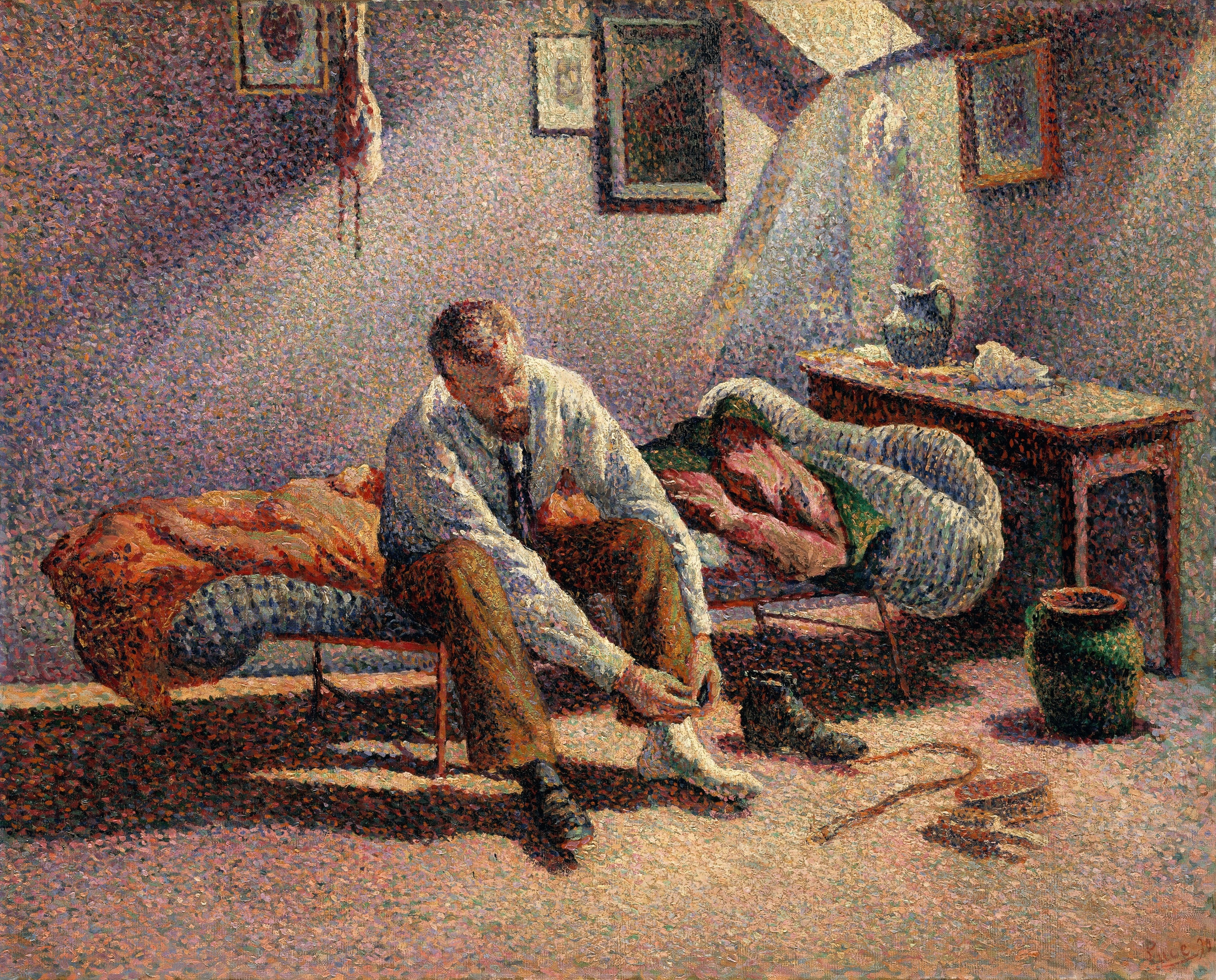
Morning, Interior (1890), de Maximilien Luce.

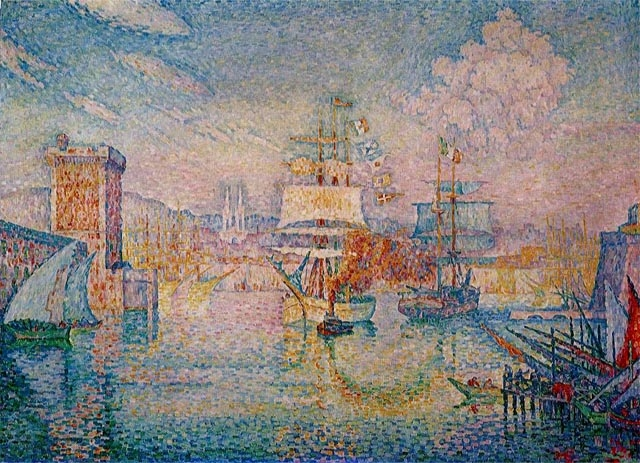
Entrada en el puerto de Marsella de Paul Signac (1918).

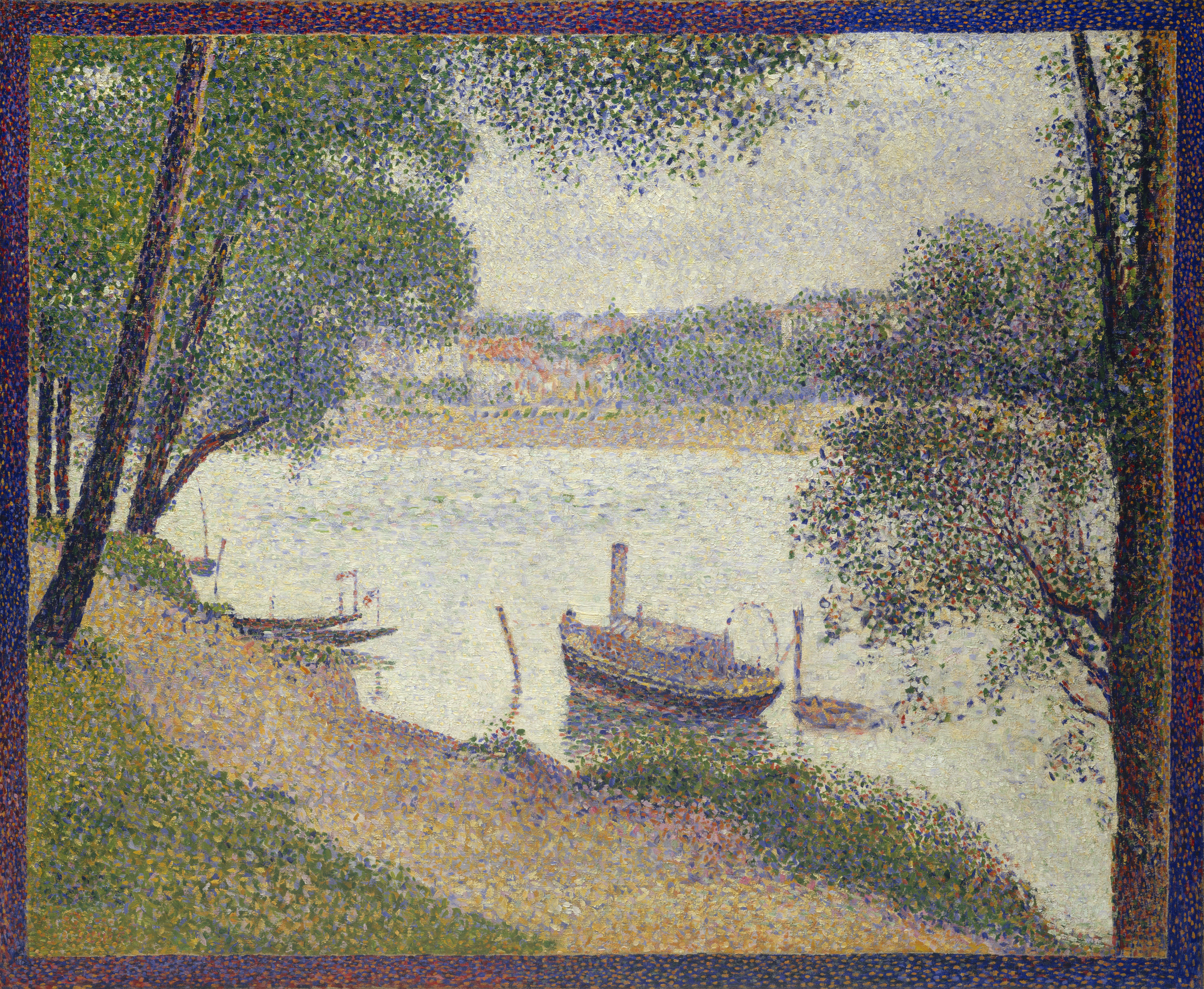
Clima gris. Georges Pierre Seurat (1888).

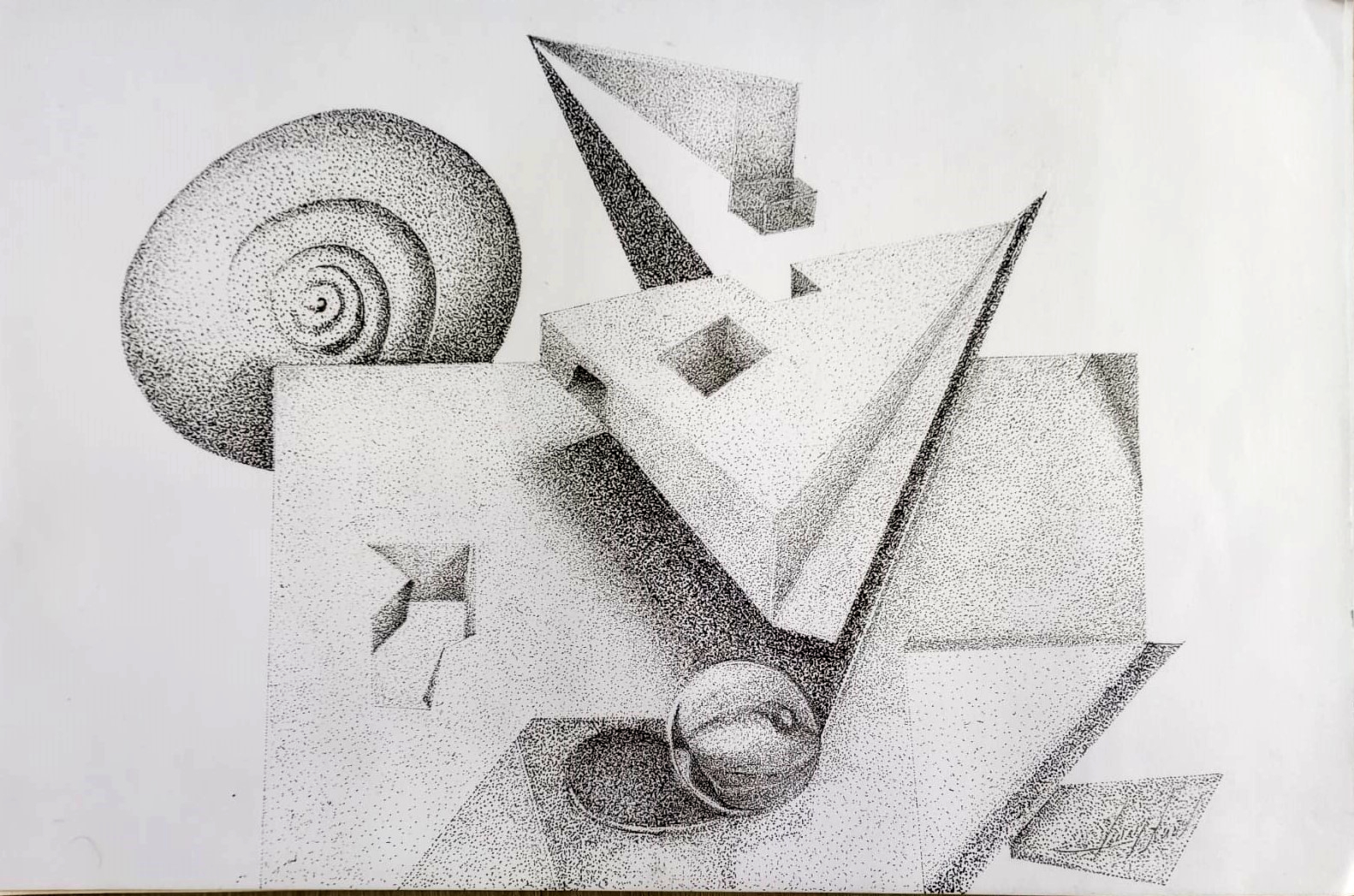
Abstracto en puntillismo. Realizado por: Henry A Quesada

Gracias a ellos, el puntillismo vio abierto ante sí un campo en el que su tarea habría de ser la aplicación metódica de sus conocimientos y la reconciliación de los rígidos principios del dibujo con los principios ópticos intuidos por los grandes coloristas. La mente lógica y reflexiva de estos pintores pedía la reducción del instinto al orden, del impulso al cálculo, reduciendo a lo esencial, no solo los temas de la vida moderna o el paisaje, sino también el método impresionista de presentarlo.
De hecho, la declaración de Charles Blanc («El color, que está controlado por leyes fijas, se puede enseñar como la música»), publicada por primera vez en 1865 en su conocida Gramatica Ades arts du dessin, resume perfectamente la actitud de los puntillistas ante las posibilidades expresivas del arte e indica su programa. Según esto, al igual que existen relaciones matemáticas entre los tonos musicales, hay relaciones físicas entre los colores, que pueden demostrarse en el laboratorio y llevarse a efecto en el estudio. Con el fin de estudiar con más detalle la interacción de los colores y sus complementarios, algunos puntillistas confeccionaron un disco en el que reunían todos los matices del arcoíris, unidos unos a otros mediante un número determinado de colores intermedios.
En su paleta también utilizaban el blanco mezclado con los colores primarios, lo que les permitía obtener una multitud de tonos que iban de un color con una ligera presencia de blanco hasta un blanco casi puro. El disco se completaba de manera que los matices puros se concentraban en torno al centro, desde donde iban desvaneciéndose hacia el blanco hasta llegar a la periferia.
Los experimentos físicos habían probado también que la mezcla de colores los ensucia y desemboca finalmente en el negro. Por ello, la única mezcla capaz de producir el efecto deseado es la mezcla óptica, que se convierte así en el factor predominante de su ejecución. Tras haber reunido por separado en sus telas los elementos individuales de color presentes en la naturaleza, el pintor asignaba a la retina del espectador la tarea de unirlos de nuevo. La técnica de pinceladas de los impresionistas no permitía la exactitud matemática que necesitaban los puntillistas para aplicar su sistema con pleno rendimiento. 
Mediante la adopción de minúsculas pinceladas en forma de punto, lograron acumular, incluso sobre superficies reducidas, una gran variedad de colores y tonos, cada uno de los cuales se correspondía con uno de los elementos que contribuía a la apariencia del objeto. A una distancia determinada esas partículas diminutas se mezclan ópticamente y el resultado tenía que producir una intensidad de colores mucho mayor que cualquier mezcla de pigmentos. 
En este sentido, sus estudios de luz y color sobrepasan los realizados por cualquiera de los impresionistas, pero también se encontraron con mayores dificultades. Con más conocimientos y un ojo más disciplinado, tenían que hallar todos los matices del espectro luminoso, así como un modo de iluminar u oscurecer un matiz dado en relación con los contrastes simultáneos producidos por los colores que le rodeaban. Una de las obras más notables en ese sentido es Tarde de domingo en la isla de la Grande Jatte de Seurat.
A pesar de lo aparentemente acertado de la denominación de puntillismo, sobre todo en lo que se refiere a la técnica de este grupo, ni Seurat ni Signac la aceptaron nunca y ambos condenaron y evitaron rigurosamente este término a favor del de divisionismo, que abarcaba mejor todas sus innovaciones.

## Técnica
La técnica se basa en la capacidad del ojo y la mente del espectador para combinar las manchas de color en una gama más amplia de tonos. Está relacionado con el divisionismo, una variante más técnica del método. Es un estilo de pintura que se utilizan puntos en lugar de pinceladas para realizar una obra artística. El divisionismo se ocupa de la teoría del color, mientras que el puntillismo se centra más en el estilo específico de pincel utilizado para aplicar la pintura. [1] Es una técnica con pocos practicantes serios hoy en día, y se observa notablemente en las obras de Seurat, Signac y Cross.
El puntillismo se logra mediante la secuencia de puntos, una imagen u obra artística muy diferente al de las pinceladas. Dicha imagen u objetivo final vista desde cerca, no es más que un conjunto de puntos con ciertas tonalidades y en ciertas posiciones, pero visto desde lejos o acierta distancia se logra un efecto visual impresionante.
A pesar de su aparente simplicidad como técnica la realidad es que requiere de bastante destreza pues, la ubicación y el color de cada uno de los puntos es determinante para la creación de las texturas. Cada conjunto de puntos debe estar ubicado de forma estratégica para dar forma, volumen e iluminación, por otra parte la ubicación, el tamaño y distancia entre los puntos serán factor clave para conseguir profundidad. Un reto similar se presenta cuando el puntillismo es realizado en blanco y negro mediante tinta, en el cual se deben representar las figura con sus sombras, creando así una sensación de volumen.

## Principales representantes

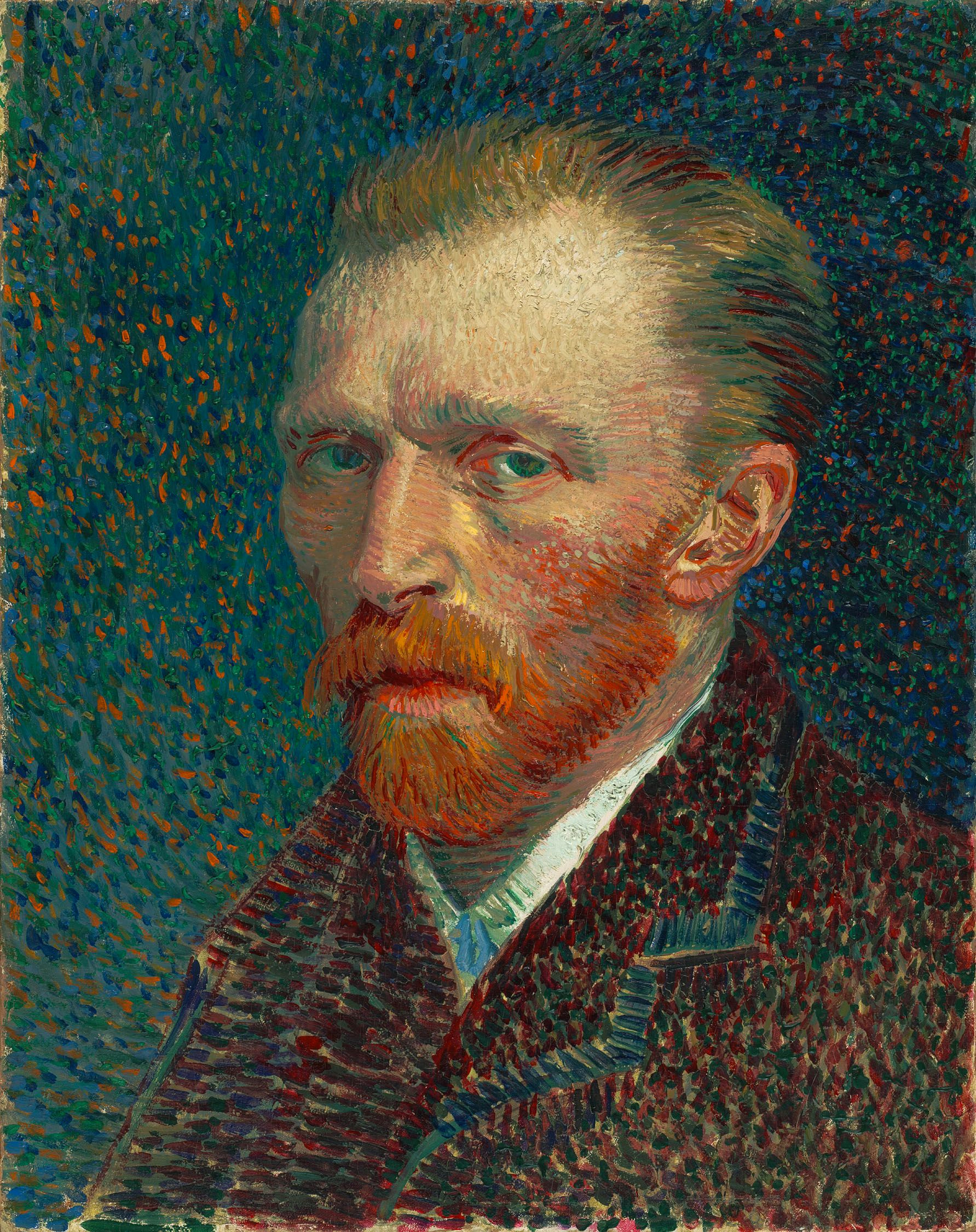
Vincent van Gogh, Autorretrato, 1887, usando la técnica del divisionismo.

- Charles Angrand
- Chuck Close
- Henri-Edmond Cross
- Henri Delavallée
- Hippolyte Petitjean
- Georges Lemmen
- Maximilien Luce
- Camille Pissarro
- John Roy
- Georges Seurat
- Paul Signac
- Vincent van Gogh

## Puntillismo musical
Algunos compositores trasladaron las conclusiones del método puntillista al campo musical. Así como el ojo compone colores que no están ahí, el oído hace lo propio: relaciona los sonidos separados y los interpreta como una melodía. Pero, al contrario que el movimiento pictórico, el puntillismo musical persigue la disociación.
Cabe notar que esta tendencia sirve como base para el desarrollo y creación de imágenes musicales tomando los pixeles musicales como estructura básica en la percepción visual de una imagen. Teniendo en cuenta la teoría del cromatismo para la definición del color dentro de la escala cromática musical.